# Sietse Heslinga
Sietse Heslinga (13 oktober 1986) is een Nederlands voormalig langebaanschaatser die gespecialiseerd was in de sprintafstanden. In 2010 besloot Heslinga te stoppen met schaatsen op topniveau.

## Persoonlijk records
| Afstand    | Tijd    | Datum           | Baan       |
| ---------- | ------- | --------------- | ---------- |
| 100 meter  | 9.94    | 4 maart 2006    | Assen      |
| 300 meter  | 23.39   | 19 oktober 2008 | Heerenveen |
| 500 meter  | 35.88   | 12 maart 2008   | Calgary    |
| 1000 meter | 1.10.71 | 15 maart 2008   | Calgary    |
| 1500 meter | 1.49.04 | 13 maart 2008   | Calgary    |
| 3000 meter | 3.52.96 | 12 maart 2008   | Calgary    |
| 5000 meter | 7.06.88 | 9 oktober 2004  | Erfurt     |

## Resultaten
| Jaar | NK Afstanden       | NK Sprint |
| ---- | ------------------ | --------- |
| 2008 | 14e 500m 21e 1000m |           |
| 2009 | 12e 500m           | 15e       |
| 2010 | 14e 500m           | 6e        |